# Valerián Pejša

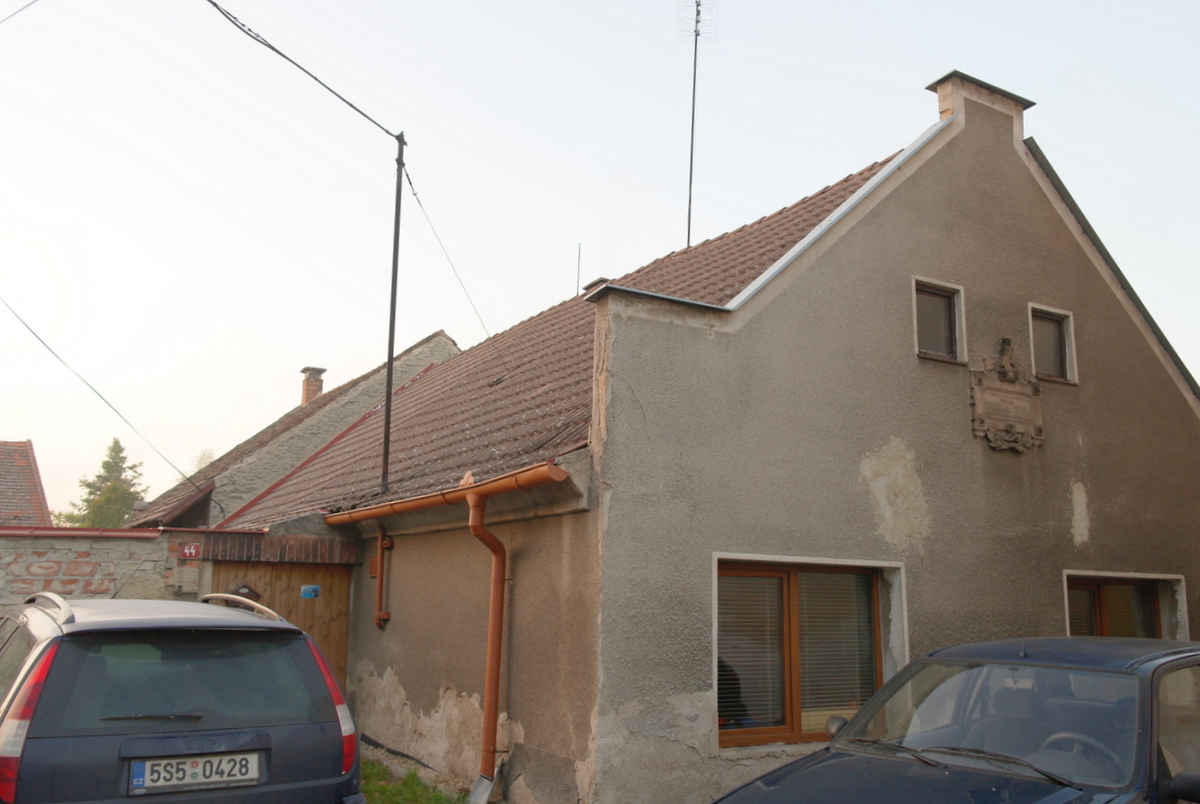
Rodný dům ve Zlonicích (Pejšova ulice čp. 44)

Valerián Pejša (6. listopadu 1858 Zlonice – 12. srpna 1893 Beřovice) byl český lidový spisovatel.

## Život a dílo
Valerián Pejša pocházel z rodiny venkovského kováře. Narodil se ve Zlonicích u Slaného; dětství od jednoho do třinácti roků věku prožil v Řisutech, kde též vychodil jednotřídní školu. Léta dospívání strávil v Královicích. Zde mladého Pejšu směrem k zájmu o literaturu natrvalo ovlivnilo přátelství s královickým rodákem, o dva roky starším Josefem Leopoldem Hrdinou, tehdy studentem slánského gymnázia, pozdějším spisovatelem. Za svého pobytu v Královicích se Pejša brzy stal součástí místního kulturního dění a jedním z předních organizátorů i aktérů tamních ochotnických divadelních představení. Zatímco někteří jeho vrstevníci mohli studovat, Valerián Pejša se dle otcovy vůle musel věnovat kovářskému řemeslu a pracovat jako dělník v rodinné kovárně. Svou literární tvorbu tak mohl pěstovat jen ve volném čase coby únikovou aktivitu. Od roku 1880 žil s rodiči v Beřovicích a zhruba od této doby se začal dostávat do povědomí a obliby široké čtenářské veřejnosti svými příspěvky v dobových satirických časopisech. Pejšovy povídky a básně, k nimž čerpal inspiraci ve svém venkovském okolí, vycházely v titulech jako Šotek Jakuba Arbesa, Paleček Rudolfa Pokorného či Humoristické listy J. R. Vilímka. Spřízněnou duší mezi literárními kolegy mu byla neslyšící pražská spisovatelka Ludmila Grossmannová-Brodská, s níž si po léta dopisoval. Dle jejího svědectví právě literární tvorba bývala pro beřovického kováře "jedinou útěchou, radostí a zábavou", k níž se od fyzicky ubíjející práce utíkal. Sužován tuberkulózou plic, zemřel v Beřovicích roku 1893. Pohřben je v rodinném hrobě na starém, dnes již nepoužívaném, hřbitově při kostele sv. Šimona a Judy v sousední vesnici Dolín.
Pejšovo dílo, třebaže ve své době oblíbené, zůstalo na stránkách časopisů. Sám žádnou knihu nevydal, teprve posmrtně vyšel knižně drobný výbor z jeho díla nákladem V. Křemena ve Zlonicích roku 1912.
Roku 1904 byl Valeriánu Pejšovi v Beřovicích odhalen pomník. Též na rodném domě ve Zlonicích jej připomíná pamětní deska.